# Are You Gonna Go My Way
Are You Gonna Go My Way är det tredje studioalbumet av den amerikanska rockmusikern Lenny Kravitz, utgivet 1993. Det blev tolva på Billboard 200 i USA och etta på UK Albums Chart i Storbritannien.

## Låtlista
Samtliga låtar skrivna av Lenny Kravitz, om inte annat anges.
| Nr  | Titel                                           | Längd |
| --- | ----------------------------------------------- | ----- |
| 1.  | Are You Gonna Go My Way (Kravitz, Ross)         | 3:03  |
| 2.  | Believe (Hirsch, Kravitz)                       | 4:50  |
| 3.  | Come on and Love Me                             | 3:52  |
| 4.  | Heaven Help (Britten, DeVaux)                   | 3:10  |
| 5.  | Just Be a Woman                                 | 3:50  |
| 6.  | Is There Any Love in Your Heart (Kravitz, Ross) | 3:39  |
| 7.  | Black Girl                                      | 3:43  |
| 8.  | My Love (Kravitz, Ross)                         | 3:50  |
| 9.  | Sugar                                           | 4:00  |
| 10. | Sister                                          | 7:02  |
| 11. | Eleutheria                                      | 4:48  |